# Lispe elkantarae
Lispe elkantarae är en tvåvingeart som först beskrevs av Becker 1907.  Lispe elkantarae ingår i släktet Lispe och familjen husflugor. Inga underarter finns listade i Catalogue of Life.